# Мы — Украина
«Мы — Украина» (укр. Ми — Україна) — общеукраинский информационный телеканал.

## История
13 октября 2022 года Национальный совет по телевидению и радиовещанию намерен рассмотреть заявление ООО «МИ-УКРАИНА» о выдаче лицензии на вещание.
Телеканал начал вещание как онлайн-трансляция на сервисе YouTube 18 октября 2022.
19 октября 2022 года Национальный совет по телевидению и радиовещанию выдал спутниковую лицензию на ООО «Мы — Украина» лицензия выдана на 10 лет.
3 ноября 2022 года Национальный совет по телевидению и радиовещанию выдал ООО «Мы — Украина» временное разрешение на вещание на период действия военного положения в МХ-2 цифровой эфирной сети DVB-T2 на месте закрытого канала «Украина 24».
7 ноября 2022 года телеканал начал вещание в MX-2 цифровой эфирной сети DVB-T2.
8 ноября 2022 телеканал присоединился к телемарафону «Единые новости». До 14 июня 2024 года отсутствовала реклама.
31 декабря 2022 канал начал спутниковое вещание.
1 апреля 2025 телеканал переходит на частоту 12130 МГц

## Ведущие
- Олег Панюта
- Людмила Добровольская
- Елена Цинтила
- Никита Михалев
- Марина Кухар
- Игорь Пупков
- Елена Чабак
- Максим Сикора
- Ольга Грицик
- Мария Скиба
- Вера Свердлык
- Виктория Малосветная
- Константин Линчевский
- Богдан Машай
- Юлия Галушка
- Олег Билецкий
- Сергей Чернышёв

## Корреспонденты
- Мария Осмолова
- Артем Джепко
- Анжела Слободян
- Ирина Антонюк
- Анна Бровко
- Елена Чернякова
- Влада Цымбаленко
- Юлия Бабак
- Людмила Габрилюк

## Руководство
- Игорь Петренко
- Юрий Сугак

## Программы
- Параграф
- Режим дна
- Есть выход
- Время
- Несокрушимые
- Серьёзно?!
- На троих
- Неотвратимое наказание
- Линия фронта
- Панюта. Итоги
- Версии реальности